# Zvonko Letica

Zvonko Letica (Prag, 7. ožujka 1924. – Lumbarda, Korčula, 8. kolovoza 2018.) bio je hrvatski radijski i televizijski novinar te publicist.

## Novinarski put
Prve novinarske tekstove kao dvadesetpetogodišnjak objavljuje u zagrebačkom „Studentskom listu“, dugogodišnjem rasadniku ponajboljih novinara u Hrvatskoj. 
1950.g. dolazi u vanjskopolitičku redakciju Radio Zagreba. 1954.g. uz Stanka Edera, vodio je Radio Split. Obojica su privremeno preselili u Dalmaciju kako bi pokrenuli tamošnji radio, potkraj godine uređivanje je preuzeo Marinko Bojić, dotadašnji splitski dopisnik zagrebačkoga radija.
Spada među pionire televizijskog novinarstva u Hrvatskoj. Kako se s razvojem televizije te zahvaljujući tehničkom napretku profilirao informativni program, političke teme dobivale su više prostora i kvalitetniji pristup zahvaljujući prilozima uglednih novinara Radio Zagreba, tako i Zvonka Letice s područja vanjske politike. Pratio je Hladni rat, Vijetnamski rat, sukobe na Bliskom istoku.
Prve dvije emisije na Televiziji Zagreb imao je u prosincu 1957. Godinu dana kasnije otišao je na četiri godine u New York za dopisnika JRT-a (Jugoslavenske radiotelevizije) i istodobno radio na Radioteleviziji Organizacije Ujedinjenih naroda. 
Na Televiziji Zagreb permanentno je počeo raditi 1965. Osim što je tri godine bio dopisnik iz pet nordijskih zemalja, napustio ju je 1985. Otada do 1996. bio je dopisnik Švedske radiotelevizije iz Hrvatske.
Od 1968., iz vremena sovjetske agresije na Čehoslovačku, bio je persona non grata za Sovjetski savez i sve istočnoeuropske režime, sve do pada Berlinskog zida 1989. Nije mu bilo dopušteno izvještavati s mjesta događaja.

## Televizijske emisije
Pokrenuo je brojne dokumentarno-magazinske emisije. Bio je autor dokumentarne serije „Objektiv 350“ zahvaljujući kojoj je 1967. po anketi čitatelja tjednika Studio izabran za "lice godine" (iza njega su se našli pjevač Vice Vukov i komičar Miodrag Petrović Čkalja. Emisija je bila prepoznatljiva po zanimljivim, često socijalnim temama. Najveći odjek, kazao je Zvonko Letica u jednom televizijskom intervjuu za film „I oni su stvarali televiziju“, imala je serija o kaznionici u Požegi.
Sedam godina bio je autor magazinske emisije „Stop“. U emisiji su se objavljivala 3 do 4 priloga u roku od mjesec dana. S tim magazinom, kao jedini u Jugoslaviji, Zagreb se nalazio u tadašnjoj eurovizijskoj grupi magazina zapadne europe. Razmjenjivali su se prilozi,  besplatno i zahvaljujući tomu mogle su se vidjeti reportaže iz cijeloga svijeta, pogotovo iz Vijetnama što je bilo jedinstveno.
Kad se polako počeo osvajati svemir, pratio je svaki korak od Apola 1 do prvog čovjeka na Mjesecu. Prema njegovim sjećanjima ulice Zagreba tada su bile prazne. Prevoditelj, stručnjak za svemir i Letica kao komentator pratili su u studiju taj povijesni događaj. Svaki jugoslavenski studio događaj je pratio zasebno. Slovenija za sebe, Beograd za istočni dio države.
Emisije je uvijek završavao prepoznatljivim pozdravom „Hvala na pažnji“ po uzoru na svoje američke kolege, posebice s CBS-a, čiji je rad pratio za vrijeme boravka u New Yorku.

## Nagrade, priznanja i akademski rad
Prvu nagradu Hrvatskog novinarskog društva dobio je još u „Studentskom listu“ 1949, najvišu nagradu HND-a „Otokar Keršovani 1967., a najvišu nagradu Saveza novinara Jugoslavije „Moša Pijade“ 1983. Od svjetskih priznanja 1960. u Los Angelesu dobio je nagradu Davida E. Brighta na Kalifornijskom sveučilištu koja je za inozemne novinare bila ono što je Pulitzerova za američke.
Predavao je na internim tečajevima TV Zagreb, 1970-ih i na Fakultetu političkih znanosti u Zagrebu. 2003. objavio je knjigu Televizijsko novinarstvo- temelji profesionalizma koja i danas spada u obveznu literaturu na studijima novinarstva.